# منطقه ۲ شهرداری تبریز
شهر تبریز به ۱۰ منطقه شهرداری تقسیم شده است. منطقه ۲ شهرداری تبریز با مساحتی بالغ بر ۲۰٫۸۰ کیلومتر مربع جمعیتی در حدود ۱۹۶ هزار نفر در جنوب شرق تبریز واقع شده است.

## تغییرات جمعیتی
منطقهٔ ۲ (جنوب شرق) تبریز یکی از مناطق ده‌گانهٔ شهرداری تبریز است. تغییرات جمعیت این منطقه براساس سرشماری‌های اخیر مرکز آمار ایران به شرح زیر است:
| نام منطقه                | جمعیت (۱۳۸۵) | جمعیت (۱۳۹۰) | جمعیت (۱۳۹۵) |
| ------------------------ | ------------ | ------------ | ------------ |
| منطقهٔ ۲ (جنوب شرق) تبریز | ۲۸۰٬۲۶۱      | ۱۶۹٬۰۴۷      | ۱۹۶٬۵۰۷      |

## محله‌های منطقه ۲ تبریز
محله‌های اصلی جنوب شرق تبریز (منطقهٔ ۲) عبارتند از:
1. آبرسان
2. ائل‌گلی (ایل‌گلی، شاه‌گلی)
3. بزرگمهر
4. بهارستان
5. پرواز
6. حافظ
7. دادگستری
8. رجایی‌شهر و ویلاشهر
9. زعفرانیه
10. شمس‌آباد
11. شهید رجایی
12. کوی فردوس
13. گلشهر
14. مخابرات
15. میرداماد
16. ولیعصر جنوبی
17. یاغچیان

## ادارات و سازمان‌ها
ادارات و سازمان‌های دولتی واقع در جنوب شرق تبریز (منطقهٔ ۲) عبارتند از:
1. ادارهٔ کل اوقاف و امور خیریهٔ استان
2. ادارهٔ کل هواشناسی استان
3. دفتر نمایندگی وزارت امور خارجه
4. سازمان پارکها
5. سازمان فرهنگی و هنری شهرداری
6. شرکت آب و فاضلاب استان
7. شرکت آب و فاضلاب روستایی استان
8. شرکت مخابرات استان
9. شهرداری منطقهٔ ۲
10. مدیریت نقشه‌برداری استان
11. مرکز صدا و سیمای استان
12. معاونت مدیریت و برنامه‌ریزی استانداری